# Csinhuangtao–Senjang nagysebességű vasútvonal
A Csinhuangtao–Senjang nagysebességű vasútvonal (egyszerűsített kínai írással: 秦沈客运专线; tradicionális kínai írással: 秦瀋客運專線; pinjin: Qínshěn Kèyùn Zhuānxiàn) egy kétvágányú, 25 kV 50 Hz-cel villamosított nagysebességű vasútvonal Kínában. A vonal Csinhuangtao és Senjang között épült meg, 405 kilométer hosszan. Az építkezés 1999 augusztus 16-án indult meg és 2003 október 12-én nyílt meg, összesen 16 milliárd Kínai jüanba került (2 milliárd Amerikai dollár) és ez az első újonnan épített nagysebességű vasútvonal Kínában. A vonalat 200 km/h-s sebességre tervezték, de 2007-ben a maximális sebességét megemelték 250 km/h-ra és a későbbiekben 300 km/h-ra fogják fejleszteni. A vonalon 2002-ben, a China Star nagysebességű vonat 321 km/h-s sebességrekordot állított fel. Ez volt Kínában a legmagasabb, nem Maglev vonat által felállított vasúti sebességrekord 2008-ig. A vonatok Shenyang és Qinhuangdao között 197,1 km/h-s átlagos sebességet érnek el.